# Academia Austríaca de Ciências

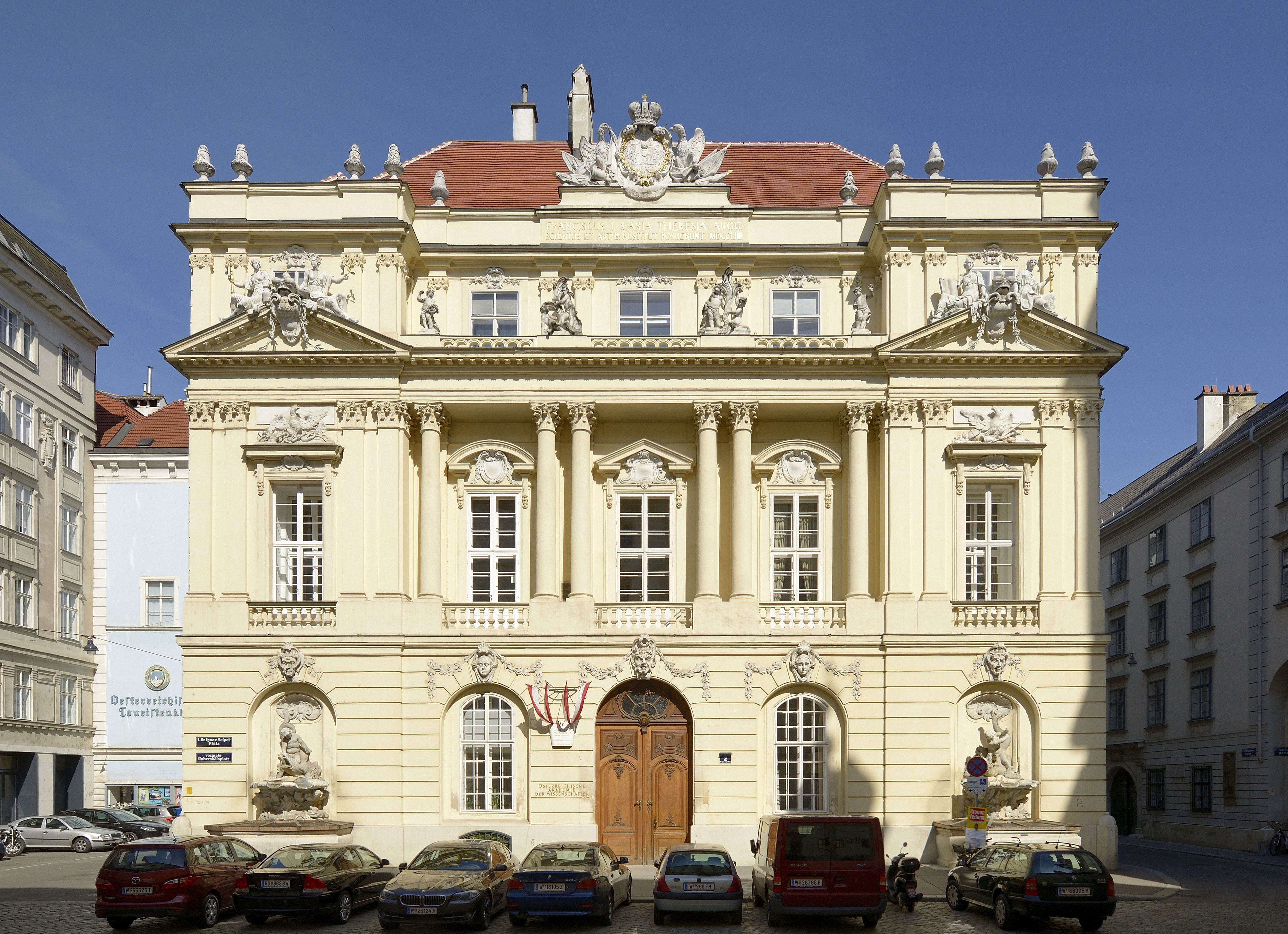
Academia Austríaca das Ciências

A Academia Austríaca de Ciências (em alemão, Österreichische Akademie der Wissenschaften (ÖAW)) é uma sociedade erudita e a maior portadora de pesquisa básica não universitária na Áustria. Foi fundada em Viena em 1847 como Academia Imperial de Ciências, seguindo modelos como a Academia Alemã de Ciências Leopoldina e a Royal Society. Hoje é uma instituição amplamente financiada pelo Estado com um orçamento básico anual de cerca de 100 milhões de euros com mais de 770 membros eleitos, cerca de 1800 funcionários e 25 centros de pesquisa em Viena, Graz, Linz, Innsbruck e Leoben.
A missão estatutária da academia, é a promoção das ciências. Além de aconselhamento social e político cientificamente sólido e pesquisa básica, é uma instituição ativa na formação de excelentes jovens cientistas. No curso de programas e cooperações internacionais, a academia mantém também rede global de pesquisa.

## História
Em 1713, Gottfried Wilhelm Leibniz sugeriu a criação de uma Academia, inspirada na Royal Society e na Academia Francesa de Ciências. A "Kaiserliche Akademie der Wissenschaften in Wien" foi finalmente estabelecida em 14 de maio de 1847. A academia logo iniciou um extenso programa de pesquisa. Nas humanidades, a academia começou pesquisando e publicando importantes fontes históricas da Áustria. A pesquisa em ciências naturais também abrangeu uma ampla variedade de tópicos.
A lei federal de 1921 garantiu a base legal da academia na recém-fundada Primeira República Austríaca. 
A academia também é uma sociedade erudita, e seus membros anteriores incluíram Theodor Billroth, Ludwig Boltzmann, Christian Doppler, Anton Eiselsberg, Otto Hittmair, Paul Kretschmer, Hans Horst Meyer, Albert Anton von Muchar, Julius von Schlosser, Roland Scholl, Eduard Suess e os vencedores do Prêmio Nobel Julius Wagner-Jauregg, Victor Francis Hess, Erwin Schrödinger e Konrad Lorenz. Anton Zeilinger, antecessor do atual presidente da academia, é laureado com o Prêmio Nobel de Física 2022.

## Galeria de Pesquisa
Durante seu mandato como presidente da academia (1991-2003), Werner Welzig iniciou a criação da Galerie der Forschung (Inglês: Gallery of Research). Em 2005, a Galeria organizou seu evento piloto "Mapeando as controvérsias: o caso dos alimentos geneticamente modificados", que aconteceu na Alte Aula em Viena.

## Publicações
Por meio de seu selo da Austrian Academy of Sciences Press, a academia publica Medieval Worlds: Comparative & Interdisciplinary Studies, uma revista acadêmica de acesso aberto, revisada por pares semestral, que cobre estudos medievais. Outras publicações são o Corpus Scriptorum Ecclesiasticorum Latinorum e eco.mont – Revista de Pesquisa e Gestão de Áreas Protegidas de Montanha. Também Memorandos da Academia do Conhecimento. Aula de ciências matemáticas e naturais (Denkschriften der Akademie der Wissenschaften), que foi fundada em 1850.

## Prêmios Nobel
O academia conta com os seguintes ganhadores do Prêmio Nobel entre seus antigos e atuais membros:
- Julius Wagner-Jauregg (1857-1940), Prêmio Nobel de Fisiologia ou Medicina 1927
- Erwin Schrödinger (1887–1961), Prêmio Nobel de Física de 1933
- Victor Franz Hess (1883–1964), Prêmio Nobel de Física de 1936
- Konrad Lorenz (1903-1989), Prêmio Nobel de Fisiologia ou Medicina 1973
- Anton Zeilinger (* 1945), Prêmio Nobel de Física 2022, Presidente da Academia de 2013 a 2022